# 手をつなごう (Metisのアルバム)
『手をつなごう』（てをつなごう）は、Metisの3枚目のミニ・アルバム。

## 収録曲
1. 手をつなごう
  - 作曲：小松一也
2. 母賛歌 
  - 作詞・作曲：Metis
3. 愛のすべて
  - 作詞・作曲：Metis
4. 青い涙
  - 作詞・作曲：Metis
5. 花鳥風月
  - 作詞・作曲：Metis
6. アオギリの木の下で・・・(from Hiroshima to the World)
  - 作詞・作曲：Metis